# Fidji aux Jeux olympiques d'été de 2024
Les Fidji participe aux Jeux olympiques de 2024 à Paris. Il s'agit de sa 16e participation à des Jeux olympiques d'été.
Le skipper Viliame Ratulu et la joueuse de rugby à sept Raijieli Daveua (en) sont nommés porte-drapeaux de la délégation fidjienne.

## Nombre d’athlètes qualifiés par sport
Voici la liste des qualifiés et sélectionnés fidjiens par sport (remplaçants compris) :
| Sport             | Hommes | Femmes | Total |
| ----------------- | ------ | ------ | ----- |
| Athlétisme        | 1      | 0      | 1     |
| Judo              | 1      | 0      | 1     |
| Natation sportive | 1      | 1      | 2     |
| Rugby à sept      | 12     | 12     | 24    |
| Taekwondo         | 0      | 2      | 2     |
| Tennis de table   | 1      | 0      | 1     |
| Voile             | 1      | 1      | 2     |
| Total             | 17     | 16     | 33    |

## Médaillés
| Sport | Discipline | Athlète(s) | Performance | Date |
| ----- | ---------- | ---------- | ----------- | ---- |
|       |            |            |             |      |

| Sport     | Discipline | Athlète(s) | Performance          | Date       |
| --------- | ---------- | --- | -------------------- | ---------- |
| Rugby à 7 | Hommes     | Fidji- Ponepati Loganimasi - Iosefo Masi - Jeremaia Matana - Sevuloni Mocenacagi - Waisea Nacuqu - Josaia Raisuqe - Kaminieli Rasaku - Selestino Ravutaumada - Joseva Talacolo - Iowane Teba - Terio Tamani - Jerry Tuwai | 7 - 28 contre France | 27 juillet |

| Sport | Discipline | Athlète(s) | Performance | Date |
| ----- | ---------- | ---------- | ----------- | ---- |
|       |            |            |             |      |

## Résultats

### Athlétisme
| Athlètes     | Épreuve | Premier tour (ou tour préliminaire) | Premier tour (ou tour préliminaire) | Repêchage (ou premier tour) | Repêchage (ou premier tour) | Demi-finales | Demi-finales | Finale  | Finale  |
| Athlètes     | Épreuve | Temps                               | Rang                                | Temps                       | Rang                        | Temps        | Rang         | Temps   | Rang    |
| ------------ | ------- | ----------------------------------- | ----------------------------------- | --------------------------- | --------------------------- | ------------ | ------------ | ------- | ------- |
| Waisake Tewa | 100 m   | 10 s 73                             | 7e                                  | Eliminé                     | Eliminé                     | Eliminé      | Eliminé      | Eliminé | Eliminé |

### Rugby à sept
L'équipe nationale masculine des Fidji de rugby à sept, double champion olympique, s'est qualifiée pour les Jeux olympiques en obtenant la troisième des quatre places disponibles dans la saison 2022-2023 des World Rugby Sevens Series.
L'équipe nationale féminine, double médaillée olympique, s'est qualifiée en remportant le tournoi océanien.
Championnat d'Océanie 2023
| Athlètes | Épreuve          | Premier tour           | Premier tour              | Premier tour          | Premier tour | Quart de finale / MC   | Demi-finale / MC        | Finale / 3e / MC    | Rang                               |
| Athlètes | Épreuve          | Adversaire Score       | Adversaire Score          | Adversaire Score      | Rang         | Adversaire Score       | Adversaire Score        | Adversaire Score    | Rang                               |
| --- | ---------------- | ---------------------- | ------------------------- | --------------------- | ------------ | ---------------------- | ----------------------- | ------------------- | ---------------------------------- |
| Ponepati Loganimasi Iosefo Masi Jeremaia Matana Sevuloni Mocenacagi Waisea Nacuqu Josaia Raisuqe Kaminieli Rasaku Selestino Ravutaumada Joseva Talacolo Iowane Teba Terio Tamani Jerry Tuwai Joji Nasova (R) Filipe Sauturaga (R) | Tournoi masculin | Uruguay Victoire 40-20 | États-Unis Victoire 38-12 | France Victoire 19-12 | 1er du gr. C | Irlande Victoire 19-15 | Australie Victoire 31-7 | France Défaite 7-28 | Médaille d'argent, Jeux olympiques |
| Verenaisi Ditavutu Kolora Lomani Sesenieli Donu Alowesi Nakoci Ana Maria Naimasi Adi Vani Buleki Ilisapeci Delaiwau Reapi Ulunisau Lavena Cavuru Raijieli Daveua Maria Rokutuisiga Laisana Likuceva                               | Tournoi féminin  | Canada Défaite 14-17   | Chine Défaite 12-40       | Nouvelle-Zélande      | e            |                        |                         |                     | e                                  |

### Tennis de table
| Athlète (n° de tête de série) | Compétition      | 1er tour            | 2e tour                    | 3e tour             | 4e tour             | Quart de finale     | Demi-finale         | Finale / MB         | Rang |
| Athlète (n° de tête de série) | Compétition      | Adversaire(s) Score | Adversaire(s) Score        | Adversaire(s) Score | Adversaire(s) Score | Adversaire(s) Score | Adversaire(s) Score | Adversaire(s) Score | Rang |
| ----------------------------- | ---------------- | ------------------- | -------------------------- | ------------------- | ------------------- | ------------------- | ------------------- | ------------------- | ---- |
| Vicky Wu (64)                 | Simple messieurs | Non disputé         | Liam Pitchford Défaite 0-4 | Éliminé             | Éliminé             | Éliminé             | Éliminé             | Éliminé             | e    |